# Tetragnatha hulli
Tetragnatha hulli är en spindelart som beskrevs av Lodovico di Caporiacco 1955. Tetragnatha hulli ingår i släktet sträckkäkspindlar, och familjen käkspindlar.
Artens utbredningsområde är Venezuela. Inga underarter finns listade i Catalogue of Life.